# 阿利布纳尔

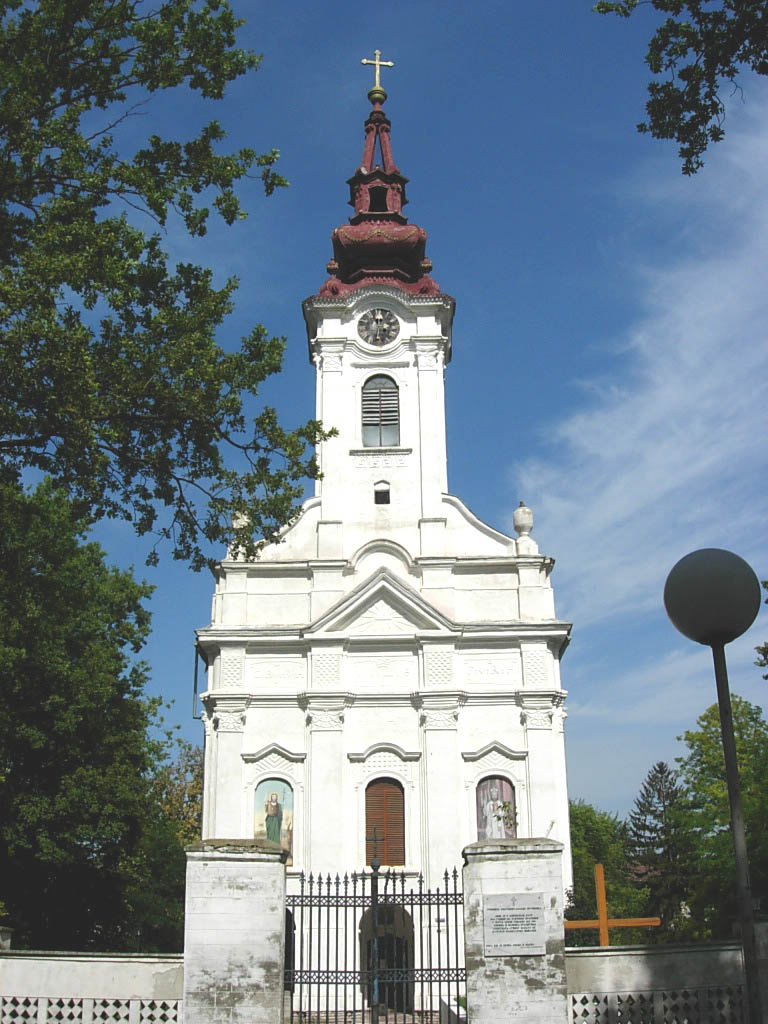

阿利布纳尔是塞爾維亞伏伊伏丁那自治省南巴納特區的市镇，距離区行政中心潘切沃36公里。市镇面積为602平方公里，海拔高度67米，2022年人口数量为17,139人，其中2,694人居住在中心城镇内。

## 外部連結
- 官方网站  （塞爾維亞語）
- Monografia Alibunarului （羅馬尼亞語）